# Mucho hay que chupar
El aguafuerte Mucho hay que chupar es un grabado de la serie Los Caprichos del pintor español Francisco de Goya. Está numerado con el número 45 en la serie de 80 estampas. Se publicó en 1799.

## Interpretaciones de la estampa
Existen varios manuscritos contemporáneos que explican las láminas de los Caprichos. El que se encuentra en el Museo del Prado se tiene como autógrafo de Goya, pero parece más bien despistar y buscar un significado moralizante que encubra significados más arriesgados para el autor. Otros dos, el que perteneció a Ayala y el que se encuentra en la Biblioteca Nacional, realzan la parte más escabrosa de las láminas.
- Explicación de esta estampa del manuscrito del Museo del Prado: Los que llegan a 80, chupan chiquillos: los que pasan de 18 chupan a los grandes. Parece que el hombre nace y vive para ser chupado.[2]

- Manuscrito de Ayala: Parece que nace el hombre y vive para ser chupado. Los rufianes llevan buena cuenta de las cestas de chiquillos, que se fabrican por su medio, o se desgracian con sus abortivos.[2]

- Manuscrito de la Biblioteca Nacional: Los rufianes y alcahuetas desgracian centadas de chiquillos, dando drogas para abortar: cuando el secreto lo exige.[2]